# Eliza Megger
Eliza Megger (* 29. August 1999) ist eine polnische Leichtathletin, die sich auf den Mittelstreckenlauf spezialisiert hat.

## Sportliche Laufbahn
Erste internationale Erfahrungen sammelte Eliza Megger beim Europäischen Olympischen Jugendfestival (EYOF) 2015 in Tiflis, bei dem sie in 10:46,05 min den siebten Platz im 3000-Meter-Lauf belegte. 2017 erreichte sie bei den U20-Europameisterschaften in Grosseto nach 9:51,26 min Rang elf und 2019 wurde sie bei den U23-Europameisterschaften in Gävle in 4:25,12 min Vierte im 1500-Meter-Lauf. 2021 gelangte sie dann bei den U23-Europameisterschaften in Tallinn in 4:15,07 min auf Rang fünf und im Jahr darauf kam sie bei den Europameisterschaften in München mit 4:07,56 min nicht über den Vorlauf hinaus. 2023 schied sie bei den Weltmeisterschaften in Budapest mit 4:09,22 min in der ersten Runde aus. Im Dezember gelangte sie bei den Crosslauf-Europameisterschaften in Brüssel mit 20:27 min auf den siebten Platz in der Mixed-Staffel.
2021 wurde Megger polnische Meisterin im 1500-Meter-Lauf im Freien sowie 2022 in der Halle.

## Persönliche Bestleistungen
- 800 Meter: 2:02,42 min, 27. Mai 2023 in Grosseto
- 1500 Meter: 4:03,04 min, 6. August 2022 in Chorzów
  - 1500 Meter (Halle): 4:10,18 min, 2. Februar 2023 in Ostrava
- 3000 Meter: 9:03,96 min, 4. September 2022 in Olsztyn
  - 3000 Meter (Halle): 9:03,47 min, 6. März 2022 in Toruń